# جاك هورنر (سياسي)
جاك هورنر هو سياسي كندي، ولد في 20 يوليو 1927 في ساسكاتشوان في كندا، وتوفي في 18 نوفمبر 2004 في كالغاري في كندا. نشط حزبياً في الحزب الليبرالي الكندي والحزب الكندي التقدمي المحافظ. وقد انتخب عضو مجلس العموم الكندي.